# Better Call Saul
Better Call Saul é uma série de televisão de drama norte-americana criada por Vince Gilligan e Peter Gould. A série é uma pré-sequência derivada de Breaking Bad, que também foi criada por Gilligan. Os eventos de Better Call Saul decorrem a partir de 2002 e contam a história de um simples advogado chamado James Morgan "Jimmy" McGill (Bob Odenkirk), seis anos antes de sua aparição em Breaking Bad, mostrando sua trajetória e seus problemas antes de se tornar o infame Saul Goodman. Alguns eventos exibidos em Better Call Saul situam-se depois de Breaking Bad, embora sejam explorados de uma forma extremamente breve.
As atuais seis temporadas da série possuem 10 episódios cada, com a primeira estreando em 8 de fevereiro de 2015, a segunda no dia 15 de fevereiro de 2016, a terceira, no dia 10 de abril de 2017, a quarta temporada em 8 de agosto de 2018, a quinta em 23 de fevereiro de 2020, e a sexta em 18 de abril de 2022. Todas foram transmitidas originalmente no canal AMC. A distribuição da série em países da América Latina e Europa fica por conta da Netflix.
A sexta e última temporada da série já está disponível, dividido em duas partes, a primeira parte da temporada conta com 7 episódios, e a segunda parte contendo mais 6 capítulos extras, 13 no total. A temporada final conta os desfechos finais para esclarecer os acontecimentos finais de Breaking Bad.
Tal como Breaking Bad, Better Call Saul tem recebido uma enorme aclamação por parte da critica, obtendo diversas indicações, como cinco Emmys do Primetime, três Writers Guild of America, dois Critics' Choice Television Awards e um Screen Actors Guild Award. A estreia da série detinha o recorde de maior audiência na história da TV a cabo no momento de sua exibição.
De acordo com a AMC, a segunda temporada de Better Call Saul teve uma média de 4,4 milhões de espectadores por episódio.

## Produção

### Conceituação
Em julho de 2012, o criador de Breaking Bad, Vince Gilligan anunciou a possibilidade de um spin-off sobre Saul Goodman.
Em uma entrevista em julho de 2012, Gilligan disse que ele gostava da "ideia de um seriado sobre advogados em que o principal faria qualquer coisa para ficar fora de um tribunal".
Em abril de 2013, Vince Gilligan e Peter Gould confirmaram que a série estava em desenvolvimento. Gould escreveu o roteiro do episódio de Breaking Bad que introduziu o personagem.

### Histórico do desenvolvimento
Em julho de 2013, a série ainda precisava do sinal verde. A Netflix foi um dos muitos distribuidores interessados, mas no final, um acordo foi feito entre o canal AMC e a empresa responsável pela produção de Breaking Bad, Sony Pictures Television. Gilligan e Gould são os produtores da série e Gilligan dirigiu o piloto. O episódio de estreia estabeleceu o recorde de script mais bem conceituado para uma premiere de uma série de TV à cabo, com 4,4 milhões de telespectadores entre 18-49 demográficos e 6,9 milhões de telespectadores no total. Os antigos roteiristas de Breaking Bad, Thomas Schnauz e Gennifer Hutchison se juntaram à equipe de roteiro, com Schnauz servindo como produtor co-executivo e Hutchison como produtor supervisor. Também na equipe de roteiro, está Bradley Paul e Gordon Smith, que foi um escritor assistente em Breaking Bad.
No desenvolvimento da série, os produtores consideraram fazer da série uma comédia de meia hora, mas escolheram um formato mais típico, um drama de uma hora de duração. Em outubro de 2014, Odenkirk disse que a série é "85% drama e 15% comédia." Durante sua presença em Talking Bad, Odenkirk disse que Saul é um dos personagens mais populares da série, especulando que a audiência gosta do personagem porque ele é a figura menos hipócrita do programa, e é bom em seu trabalho. Better Call Saul também usa os saltos no tempo que eram frequentes em Breaking Bad.
Como a filmagem começou em 2 de junho de 2014, Gilligan expressou certo receio sobre a aceitação da série pela audiência.
Em 19 de junho de 2014, o canal AMC anunciou que tinha renovado a série com uma segunda temporada com 10 episódios que vão ao ar no início de 2016, com a primeira temporada tendo 10 episódios e a série originalmente foi ao ar em 8 de fevereiro de 2015. O primeiro teaser foi ao ar no canal AMC em 10 de agosto de 2014 e confirmou a data da premiere da série. Em novembro de 2014, o AMC anunciou que a série teria uma estreia de duas noites; o primeiro episódio foi ao ar no domingo, 8 de fevereiro de 2015 às 10:00 pm (ZTO), e então teve o segundo episódio em seu dia fixo, segunda às 10:00 pm.
Antes mesmo do término de exibição da segunda temporada, o AMC renovou a série para uma terceira temporada contendo dez episódios.
O AMC confirmou a quarta temporada de "Better call Saul" que terá dez episódios e estreará em 2018.

O canal AMC anunciou a estreia da quinta temporada com uma exibição especial dos dois primeiros episódios que irão ao ar em dois dias consecutivos, 23 e 24 de fevereiro de 2020. A temporada terá dez episódios.

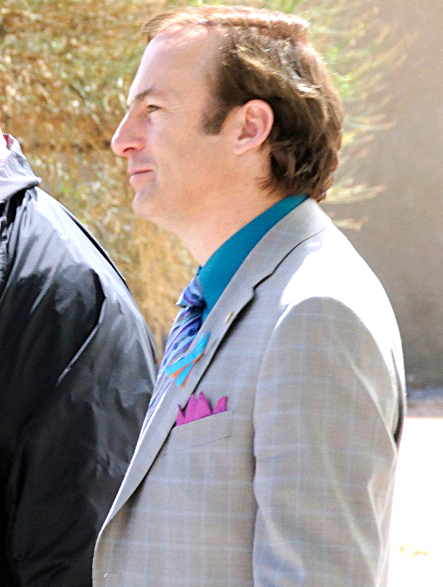
Saul Goodman

Better Call Saul é filmada em Albuquerque, New Mexico, onde Breaking Bad também foi filmada.
Em 16 de janeiro de 2020, o canal AMC anunciou a renovação para sexta e última temporada da série. De acordo com o showrunner Peter Gould, a temporada terá 13 episódios e irá ao ar em 2021.

### Elenco inicial
Bob Odenkirk estrela como Saul Goodman, o homônimo do seriado.
Em janeiro de 2014, foi anunciado que Jonathan Banks iria continuar seu papel em Breaking Bad como Mike Ehrmantraut.
Aaron Paul anunciou que teve "sérias conversas" com Gilligan para uma possível aparição, mas disse posteriormente ao The Huffington Post que tal aparição não aconteceria.
Dean Norris, que fez o papel de Hank Schrader, anunciou que não aparecerá no seriado por já estar envolvido em Under the Dome.
Anna Gunn também mencionou uma "conversa" com Gilligan sobre uma possível aparição como convidada.

## Elenco e personagens

### Elenco
| Ator               | Personagem               | Temporadas | Temporadas | Temporadas | Temporadas | Temporadas | Temporadas   |
| Ator               | Personagem               | 1.ª        | 2.ª        | 3.ª        | 4.ª        | 5.ª        | 6.ª          |
| ------------------ | ------------------------ | ---------- | ---------- | ---------- | ---------- | ---------- | ------------ |
| Bob Odenkirk       | Jimmy McGill             | Principal  | Principal  | Principal  | Principal  | Principal  | Principal    |
| Jonathan Banks     | Mike Ehrmantraut         | Principal  | Principal  | Principal  | Principal  | Principal  | Principal    |
| Rhea Seehorn       | Kim Wexler               | Principal  | Principal  | Principal  | Principal  | Principal  | Principal    |
| Patrick Fabian     | Howard Hamlin            | Principal  | Principal  | Principal  | Principal  | Principal  | Principal    |
| Michael Mando      | Nacho Varga              | Principal  | Principal  | Principal  | Principal  | Principal  | Principal    |
| Michael McKean     | Chuck McGill             | Principal  | Principal  | Principal  | Recorrente |            | Participação |
| Giancarlo Esposito | Gustavo Fring            |            |            | Principal  | Principal  | Principal  | Principal    |
| Tony Dalton        | Eduardo "Lalo" Salamanca |            |            |            | Recorrente | Principal  | Principal    |

### Personagens principais
- Bob Odenkirk como James Morgan "Jimmy" McGill/Saul Goodman/Gene Takovic, um advogado e, posterior aos eventos de Breaking Bad, gerente em uma loja da franquia Cinnabon em Omaha, Nebraska.[32]
- Jonathan Banks como Michael "Mike" Ehrmantraut,[27] Investigador particular de Saul. Também um personagem recorrente de Breaking Bad.
- Rhea Seehorn como Kim Wexler, uma advogada trabalhando para a firma de advocacia Hamlin, Hamlin & McGill que tem uma história com Jimmy.[33]
- Patrick Fabian como Howard Hamlin, o co-fundador da Hamlin, Hamlin & McGill.[33]
- Michael Mando como Nacho Varga, um inteligente e ambicioso criminoso.[33]
- Michael McKean como Charles "Chuck" McGill, irmão de Jimmy,[33] que é forçado a resignar de seu cargo em sua firma de advocacia Hamlin, Hamlin & McGill devido à repentina condição que Chuck descreve como hipersensitividade eletromagnética.

### Personagens recorrentes
- Jeremy Shamos e Julie Ann Emery como Craig e Betsy Kettleman, um tesoureiro do condado e sua esposa, acusado de fraude.[34]
- Steven Levine e Daniel Spenser Levine como Lars e Cal, gêmeos skatistas que enganam pessoas para estorquir dinheiro.
- Miriam Colon como Mrs. Salamanca, avó de Tuco.
- Eileen Fogarty como Mrs. Nguyen, dona do salão de beleza em que Jimmy tem escritório e casa.

#### Personagens deBreaking Bad
- Raymond Cruz como Tuco Salamanca, um gangster com problemas de autocontrole.
- Cesar Garcia como No-Doze, auxiliar de Tuco.
- Jesus Payan Jr. como Gonzo, auxiliar de Tuco.
- Mark Margolis como Hector Salamanca, tio de Tuco e membro do alto escalão do Cartel de Juárez.
- Daniel e Luis Moncada como Leonel e Marco Salamanca, irmãos gêmeos assassinos do Cartel de Juárez e sobrinhos de Hector.
- Jim Beaver como Lawson, um vendedor de armas conhecido de Mike.
- Maximino Arciniega como Krazy-8, um distribuidor de metanfetamina.
- Kyle Bornheimer como Ken, um corretor da bolsa de valores.
- Giancarlo Esposito como Gustavo Fring.
- Laura Fraser como Lydia Rodarte-Quayle da Madrigal Electromotive

## Episódios
| Temporada | Temporada | Episódios | Episódios | Originalmente exibido   | Originalmente exibido |
| Temporada | Temporada | Episódios | Episódios | Estreia da temporada    | Final da temporada    |
| --------- | --------- | --------- | --------- | ----------------------- | --------------------- |
|           | 1         | 10        | 10        | 8 de fevereiro de 2015  | 6 de abril de 2015    |
|           | 2         | 10        | 10        | 15 de fevereiro de 2016 | 18 de abril de 2016   |
|           | 3         | 10        | 10        | 10 de abril de 2017     | 19 de junho de 2017   |
|           | 4         | 10        | 10        | 6 de agosto de 2018     | 8 de outubro de 2018  |
|           | 5         | 10        | 10        | 23 de fevereiro de 2020 | 20 de abril de 2020   |
|           | 6         | 13        | 13        | 18 de abril de 2022     | 15 de agosto de 2022  |